# Estación Biológica Rancho Grande
La Estación Biológica Rancho Grande, inaugurada como Estación Biológica Dr. Alberto Fernández Yépez, es una institución de investigación de campo, instrucción y ampliación de estudios biológicos, localizada en el corazón del parque nacional Henri Pittier en el norte de Venezuela.

## Características
Es una organización de capital gubernamental, principalmente de la Universidad Central de Venezuela, que tiene como objetivo contribuir a la investigación de los bosques tropicales, despertar el interés por la conservación ambiental e investigación del bosque y dar la posibilidad de la profundización de la comprensión de naturaleza a estudiantes y personas interesadas en la naturaleza.
La Estación Biológica Rancho Grande se encuentra en el estado Aragua, en los límites del parque nacional Henri Pittier en el kilómetro 24 de la carretera Maracay-Ocumare de la Costa.

## Historia

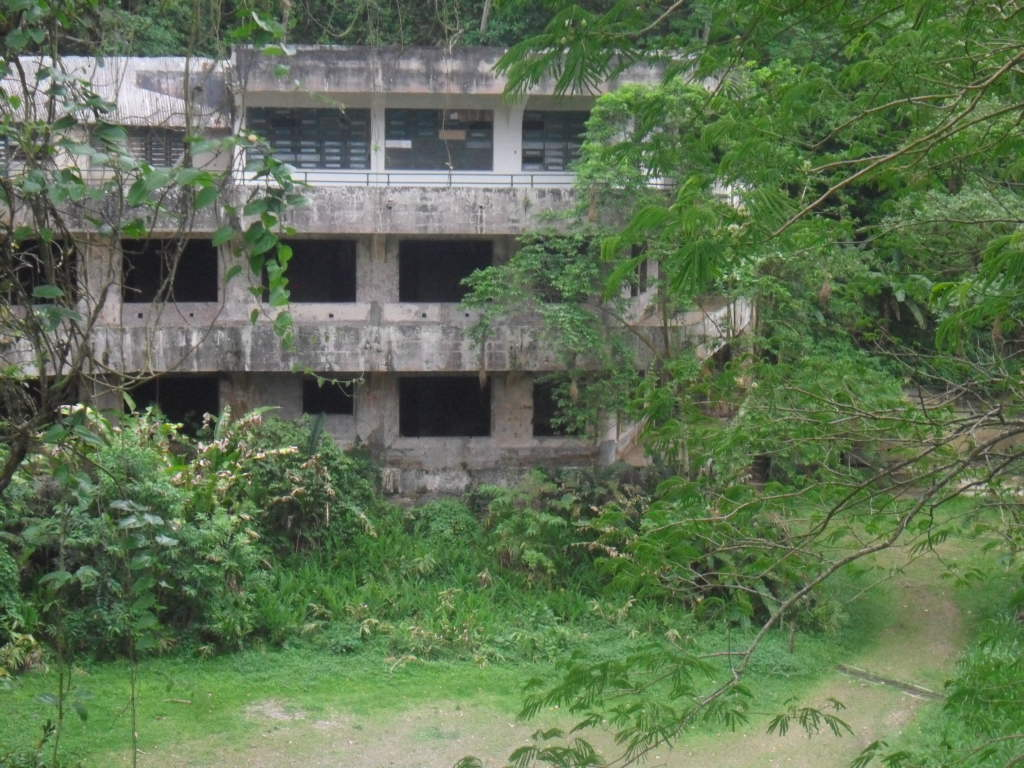
Hotel Rancho Grande, piso superior donde se ubica la estación biológica.

La ubicación de Rancho Grande en el norte de Maracay era lugar donde se encontraba una hacienda cafetelera. La hacienda se llamaba Rancho Grande para diferenciarla de otra hacienda más cercana a la ciudad llamada Rancho Chico. La hacienda Rancho Grande era un punto de descanso para los viajeros proveniente de la costa norte. El entonces presidente de Venezuela, Juan Vicente Gómez, frecuentaba esta hacienda. El ingeniero francés André Potel sugiere al dictador Gómez construir un hotel con un estilo art déco modificado. Gómez ordenó talar 8,5 hectáreas (21,0 acre) para el edificio y sus jardines. Se plantaron miles de casuarinas, plantas ornamentales y frutales. Potel fue asignado la construcción del hotel. Con el terreno aclarado, el establecimiento permitía ver los llanos venezolanos y el lago de Valencia. Potel diseñó un edificio de tres niveles en forma de hoz. En diciembre de 1935 fallece el general Gómez y la obra se detuvo de inmediato.  
En 1937, el biólogo Henri Pittier propuso al presidente de Venezuela Eleazar López Contreras, que declara esa sección del bosque nublado como parque nacional. Inicialmente se llamaba popularmente parque nacional Rancho Grande previo a ser oficialmente nombrado parque nacional Henri Pittier. En 1937 también arriba a Venezuela el ornitólogo estadounidense Alexander Wetmore para estudiar las aves tropicales de la Cordillera de la Costa. Temporalmente recidenciado en la hacienda Rancho Chico, Wetmore descubrió el hotel en Rancho Grande y trasladó sus estudios al corazón del bosque. 

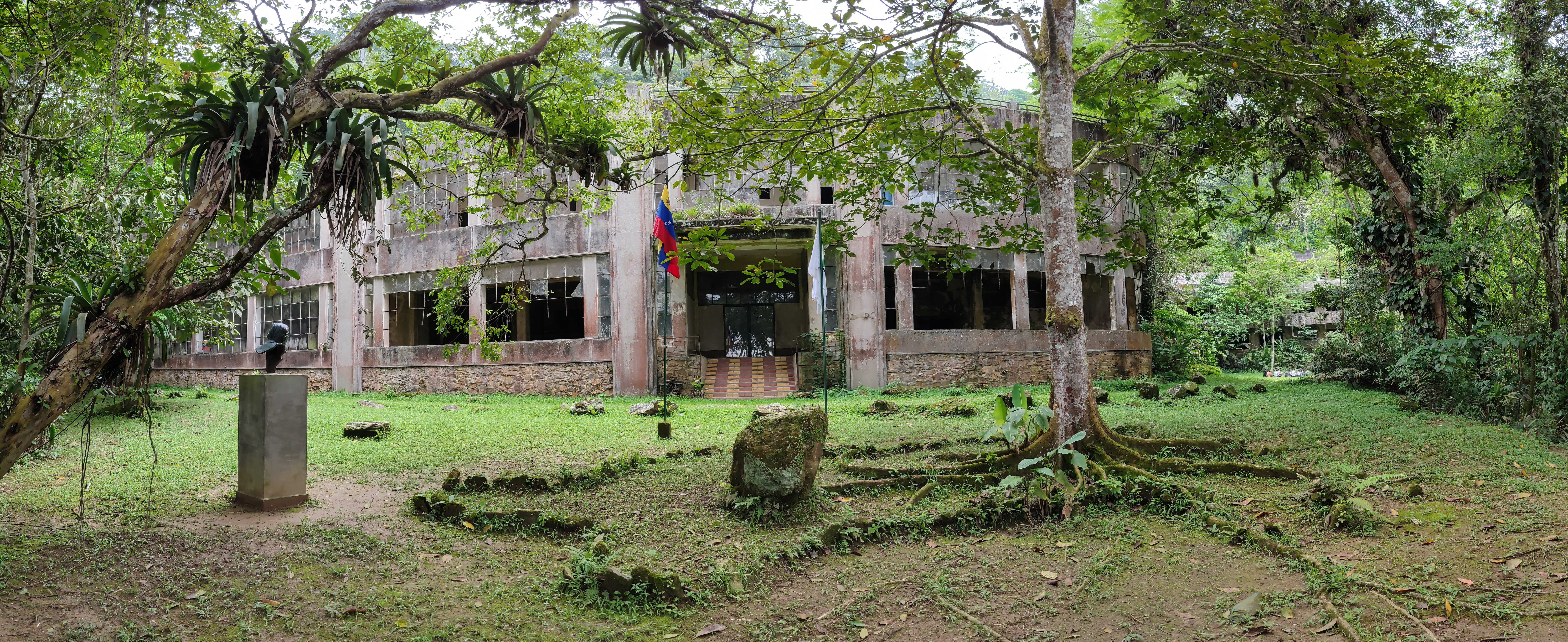
Estación Biológica Rancho Grande

Diez años después de ser abandonado, en 1945, el biólogo estadounidense William Beebe usó el piso más elevado del edificio para instalar un centro de investigación a favor de Sociedad Zoológica de Nueva York, usando recursos de Creole Petroleum Corporation y Standard Oil Company. En 1950 el zoólogos alemán Ernst Schäfer estableció la sede como estación biológica en asociación con la Universidad Central de Venezuela. En 1990 la estación biológica inauguró un museo de biología conteniendo la más completa colección de vertebrados de Venezuela.

## Andy Field

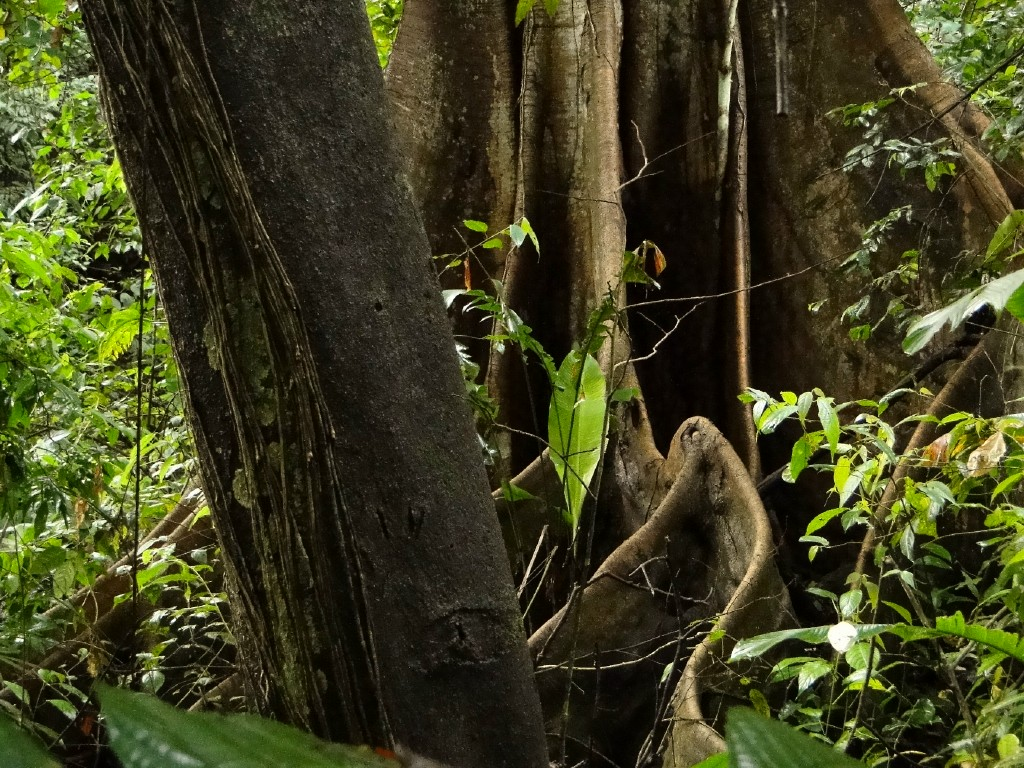
Parte de las raíces Gyranthera caribensis.

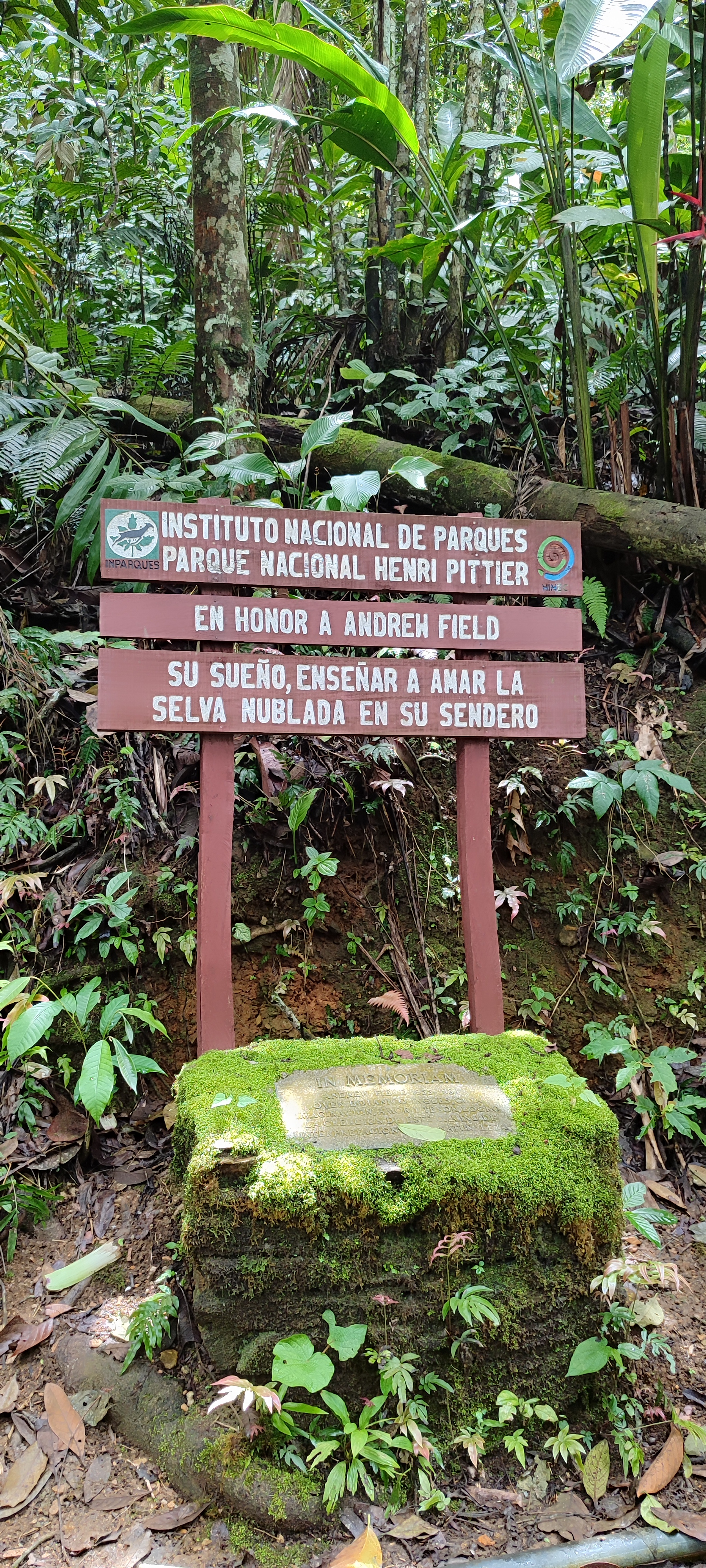
Sendero de interpretación Andrew Field

En 1980 llegó a Venezuela un estudiante de botánica de Londres, Andrew Field, para estudiar la copa de plantas Gyranthera caribensis, endémico de la Cordillera de la Costa. Los árboles crecen a alutras mayores de 60 metros (196,9 pies) y sus ramas se extienden a más de 35 metros (114,8 pies) de largo. Por varios meses Field intentó subir estos árboles sin haber llegado a 10 metros (32,8 pies), por lo que contacta al biólogo venezolano Carlos Bordón Azzali, recidenciado en El Limón, justo al sur de Rancho Grande. Bordón envió a Field a Caracas a esturiar técnicas espeleológicas y alpinismo para usare el rápel en su proyecto hacia la copa de los árboles. Para fines de 1981, Field ya había instalado plataformas con contacto directo con el dosel de los árboles. La primera plataforma la construyó a 38 metros (124,7 pies) de altura, punto donde comienza la copa de estas especies. La mayor parte de la actividad de reproducción de estas especies ocurre de noche, cuando sus flores abren y la polinización ocurre por polillas y murciélagos, por lo que gran parte de sus datos fueron obtenidos por estudios nocturnos.
Con esos dispositivos, Field describió la reproducción de estos árboles por primera vez. Field trasladó sus instrumentos y su habitación y se ubicó en sus plataformas de forma permanente durante sus estudios. Concluida la recolección de sus datos, Field preparó para volver a Inglaterra y en agosto de 1984, sin que se supiese los detalles, Field cayó de lo alto de sus plataformas falleciendo por sus heridas. Fields fue hayado por la entomóloga Bohumila Bechyne, al pie de uno de los árboles que estudiaba.

### Sendero de interpretación Andrew Field
EN sus estudios de las copas de los árboles, Field trazó en Rancho Grande un sendero de aproximadamente 2 kilómetros (1,2 mi) alrededor del corazón de la antigua hacienda Rancho Grande. El sendero conducía a varios especímenes de los árboles donde Fields realizaba sus estudios. Luego de su fallecimiento, el Instituto Nacional de Parques venezolano mantuvo el sendero abierto diseñando alrededor de él varios puntos para analizar el bosque nublado, representado en Rancho Grande. El sendero comienza en el antiguo hotel abandonado y hace una gira que termina de vuelta en el hotel.